# Ptilodactylidae
Ptilodactylidae es una familia de insectos de Polyphaga del orden Coleoptera (escarabajos). Posee unos 6 géneros y 15 especies descriptas.

## Géneros
- Anchycteis Horn, 1880
- Anchytarsus Guérin-Méneville, 1843
- Araeopidius Cockerell, 1906
- Lachnodactyla Champion, 1897
- Paralichus White, 1859
- Ptilodactyla Illiger, 1807